# Male Srakane
La Isla Male Srakane (en croata: Otok Male Srakane) es una isla en la parte croata del mar Adriático, que se encuentra entre Lošinj, Unije y Susak, justo al sur de Vele Srakane.
Durante la época del Imperio Austro-Húngaro (hasta el final de la Primera Guerra Mundial) las dos islas se llamaron en conjunto Klein und Gross-Kanidol (que alemán quiere decir («Pequeña y Gran Kanidol»)
Según las estadísticas locales tiene una población actual, de solo dos personas, de las cuales la mayor parte de ellas solo residen temporalmente en la isla en el verano. Los habitantes por lo general viven de la pesca y la agricultura.